# Ngoksa
Ngoksa est une localité de la région du Centre au Cameroun, localisée dans la commune d'Ebebda et le département de la Lekié.

## Population
En 1961, le village comptait 901 habitants, principalement des Eton.
Lors du recensement de 2005, ce nombre s'élevait à 1 118.

## Personnalités
L'économiste et militant nationaliste Osendé Afana y est né en 1930.